# Alfred Edwin Brain Sr.
Alfred Edwin Brain (4 de febrer de 1860 a Turnham Green, Londres - idem. 25 d'octubre de 1929) va ser un intèrpret de trompa anglès. Va ser el fundador d'una gran escola de trompa anglesa. El seu net Dennis Brain s'havia de convertir potser en el trompetista més famós de tots els temps.
Brain va néixer l'any 1860. El seu pare va lluitar a la guerra de Crimea i era invàlid. El cervell no estava ben educat. Quan tenia 12 anys es va unir als Scots Guards i va tocar la trompa a la banda. Es va casar el 1880 i va tenir set fills. Dos dels nens es van convertir en grans cornistes: Alfred i Aubrey.
Va tocar en diverses orquestres, incloses la Philharmonic Society, la Queen's Hall Orchestra i Covent Garden. Va tocar molt per a Henry Wood a The Proms. A les orquestres gairebé sempre tocava la quarta trompa, així que el seu sobrenom era "Jordi IV". El 1904 es va convertir en membre fundador de l'Orquestra Simfònica de Londres. Els quatre cornistes d'aquella orquestra, Adolf Borsdorf, Thomas Busby, Henri Van der Meerschen i Brain, eren sovint anomenats "God's Own Quartet" perquè es conbinaven molt bé.
Va morir el 1929 després d'una breu jubilació.